# M.S. Bastian et Isabelle L.
M. S. Bastian et Isabelle L. est le nom d’artistes sous lequel est identifiée l’œuvre commune de Marcel Sollberger, né le 23 janvier 1963 à Berne, et Isabelle Laubscher, née le 12 juillet 1967 à Bienne.
Ce couple d’artistes contemporains suisse, qui travaille aujourd'hui à Bienne, s’est rendu célèbre par son art près de la bande dessinée, notamment la peinture, sculpture, film d'animation et installation.

## Biographie
M.S. Bastian a étudié à l'école d’art de Berne et de Bienne. Ensuite il s'est formé pendant une année à New York et à Paris. Depuis 1993 il travaille comme artiste indépendant. M.S. Bastian a reçu plusieurs bourses et prix d’art, dont la bourse d'études Anderfuhren de Bienne et la bourse Louise Aeschlimann du canton de Berne. Il a aussi reçu deux fois le prix fédéral suisse du design.
Isabelle L. a étudié à l'école d’art à Bienne. Elle a travaillé dans plusieurs agences de publicité. Ensuite elle a continué sa formation professionnelle à Los Angeles et Austin (États-Unis). Depuis 2003, elle travaille avec son mari Marcel Sollberger sous le nom d'artiste M.S. Bastian et Isabelle L.
Depuis 2005, M.S. Bastian et Isabelle L. ont réalisé de nombreuses expositions individuelles et collectives dans des galeries et des musées à travers l'Europe.

## Exposition

### Expositions individuelles
- 2023 - Pulps Abenteuerfahrt, Kunsthaus Zofingen (CH)
- 2022 - PULPOKOSMOS Eine Abenteuerfahrt durch eine schauerlich schöne Welt, Kunsthalle Wil SG (CH)
- 2021 - PULPOKOSMOS Eine Abenteuerfahrt durch eine schauerlich schöne Welt, Kunsthaus Grenchen (CH)
- 2020 - Musée imaginaire, Espace Jean Tinguely + Niki de Saint Phalle Fribourg (CH)
- 2017 - Bastokalypse & Bastomania, Egon Schiele Art Centrum, Český Krumlov
- 2017 - Bastokalypse, Fondation Vasarely, Aix-en-Provence
- 2017 - Guernopolis, Kunsthalle Lucerne
- 2016 - Bastokalypse, Galerija Kresija Ljubljana
- 2016 - Paradis mystérieux, Halle Nord Genève
- 2015 - Paradis mystérieux, Musée Goch
- 2014 - Paradis mystérieux, Nouveau Musée Bienne
- 2012 - Bastokalypse, Kunsthalle Arbon
- 2010 - Bastokalypse, Musée Goch / Reichswaldkaserne
- 2005 - Von Zaffaraya bis Bastropolis, Kunsthaus Grenchen
- 2005 - M.S. Bastian – Pulp, Musée Goch

### Expositions collectives
- 2019 - Ohne Verfallsdatum - cadeaux et prêts de la collection Migros Aare, Musée des Beaux-Arts Berne (CH)
- 2017 - L’impermanence des choses, Les Pulps Africains[3] Musée d'ethnographie de Neuchâtel.
- 2013 - Feu sacré, Musée des Beaux Arts de Berne.
- 2013 - Die Zweite Dekade, 20 ans Kunsthalle Arbon, Kunsthalle Arbon.
- 2013 - Deluxe! Das Comicmagazin Strapazin, Cartoonmuseum, Bâle.
- 2011 - What are you doing after the apocalypse?, Musée d'ethnographie de Neuchâtel.
- 2009 - Rüstung & Robe, Bastokalypse, Musée Tinguely, Bâle.
- 1999 - Mutanten. Die deutschsprachige Comic-Avantgarde der neunziger Jahre, NRW-Forum Düsseldorf.

## Publications
- 2022 : Pulps Paradies, Galerie Urs Reichlin, Zug (CH)
- 2021 : Pulpastique, Galerie Urs Reichlin, Zug (CH)
- 2021 : Carnet de croquis, Fondation Kunsthaus Grenchen, (CH)
- 2018 : Bastomania, Scheidegger et Spiess, Zurich
- 2010 : Bastokalypse, Scheidegger et Spiess, Zurich
- 2008 : Päng Nr. 2, édition Fästing Plockare, Biel/Bienne
- 2007 : 100 vues de Bastropolis, agpi Genève et Vertige Graphic, Paris
- 2007 : 100 Ansichten von Bastropolis, Benteli, Berne
- 2004 : Pulp, édition Clandestin, Biel/Bienne
- 2001 : It's a wonderful World, Benteli, Berne
- 2000 : Peep-Trash-Bubbles. Le dernier Cri, Marseille
- 1997 : Squid. Le dernier Cri, Marseille
- 1997 : Schokoriegel, édition française : Les étoiles et les chochons, Paris
- 1997 : Squeeze. Eigenverlag avec Roli Fischbacher
- 1997 : CoMIXart, Benteli, Berne
- 1995 : Krampniz Rattenherz, Zyankrise, Berlin
- 1995 : Päng, Édition Moderne, Zurich
- 1995 : Baluba, Amok, Paris
- 1995 : Schokoriegel, Zyankrise, Berlin (al) Amok édition, Paris
- 1995 : Crunch, Martin Barber édition, Berlin